# José Trinidad Sepúlveda Ruiz-Velasco
José Trinidad Sepúlveda Ruiz-Velasco (* 30. März 1921 in Atotonilco El Alto, Mexiko; † 4. September 2017 in Ayotlán, Mexiko) war römisch-katholischer Bischof von San Juan de los Lagos.

## Leben
José Trinidad Sepúlveda Ruiz-Velasco empfing nach seinem Studium an der Päpstlichen Gregorianischen Universität in Rom am 27. März 1948 ebenda die Priesterweihe. 
Papst Paul VI. ernannte ihn am 20. Mai 1965 zum Bischof von Tuxtla Gutiérrez. Der Erzbischof von Guadalajara, José Kardinal Garibi y Rivera, spendete ihm am 25. Juli desselben Jahres die Bischofsweihe; Mitkonsekratoren waren Francisco Javier Nuño y Guerrero, Koadjutorerzbischof von Guadalajara, und José Salazar López, Koadjutorbischof von Zamora.
Er nahm an der vierten Sitzungsperiode des Zweiten Vatikanischen Konzils teil.
Er wurde am 12. Februar 1988 zum Bischof von San Juan de los Lagos ernannt und am 11. März desselben Jahres in das Amt eingeführt. Am 20. Januar 1999 nahm Papst Johannes Paul II. seinen altersbedingten Rücktritt an.